# Perry, Georgia
Perry är en stad (city) i Houston County, och  Peach County, i delstaten Georgia, USA. Enligt United States Census Bureau har staden en folkmängd på 14 215 invånare (2011) och en landarea på 67,8 km². Perry är huvudort i Houston County.